# Матео де Торо Самбрано
Матео де Торо Самбрано-і-Урета (ісп. Mateo de Toro Zambrano y Ureta; 20 вересня 1727, Сантьяго, Чилі — 26 лютого 1811, Сантьяго, Чилі) — чилійський державний, військовий і політичний діяч. Перший голова Першої хунти в Чилі. Перший граф де Ла-Конкіста. Мав креольське походження.

## Походження

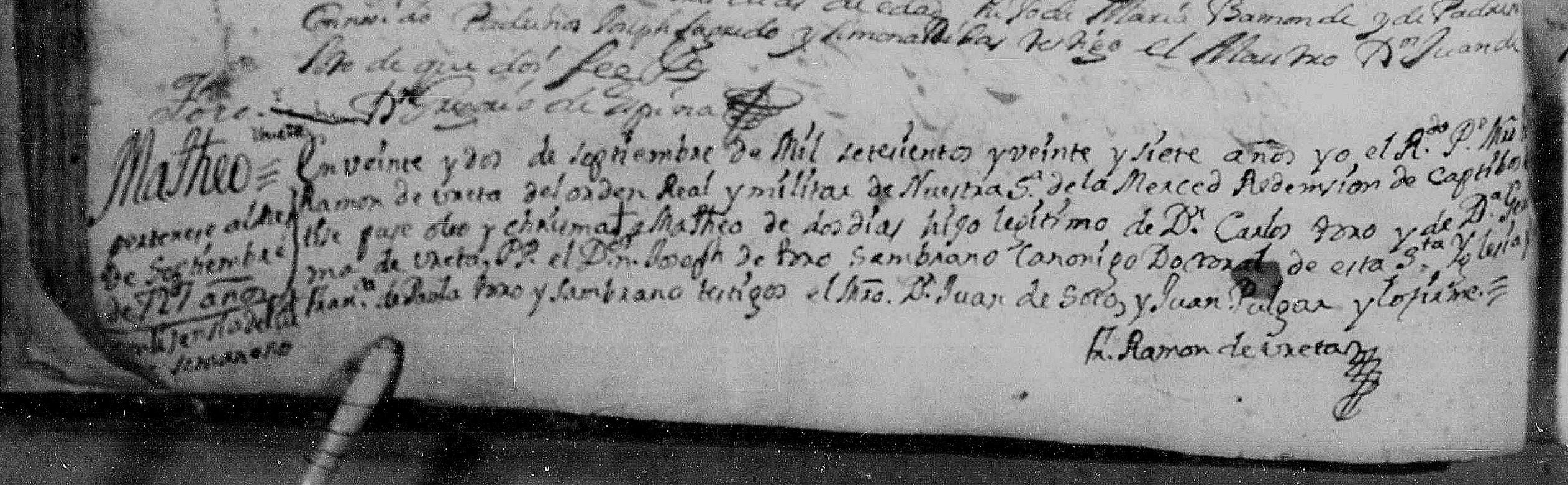
Запис про хрещення Матео де Торо Самбрано

Матео де Торо Самбрано народився 20 вересня 1727 року в Сантьяго, столиці Чилі, що тоді був колонією Іспанії. Походив із креольської родини. Його батька звали Карлос Хосе де Торо Самбрано і Ескобар, матір — Хероніма де Урета і Прадо. Родини і батька, і матері були заможними та впливовими сім'ями у Сантьяго. Був хрещений іменем рідного брата, що народився 9 жовтня 1726 року і не дожив до року. За лінією бабусі по материнській лінії походив від імператорів інків.
Двоюрідний брат діда Хосе Мігеля Каррери — видатного діяча часів війни за незалежність Чилі.

## Життєпис

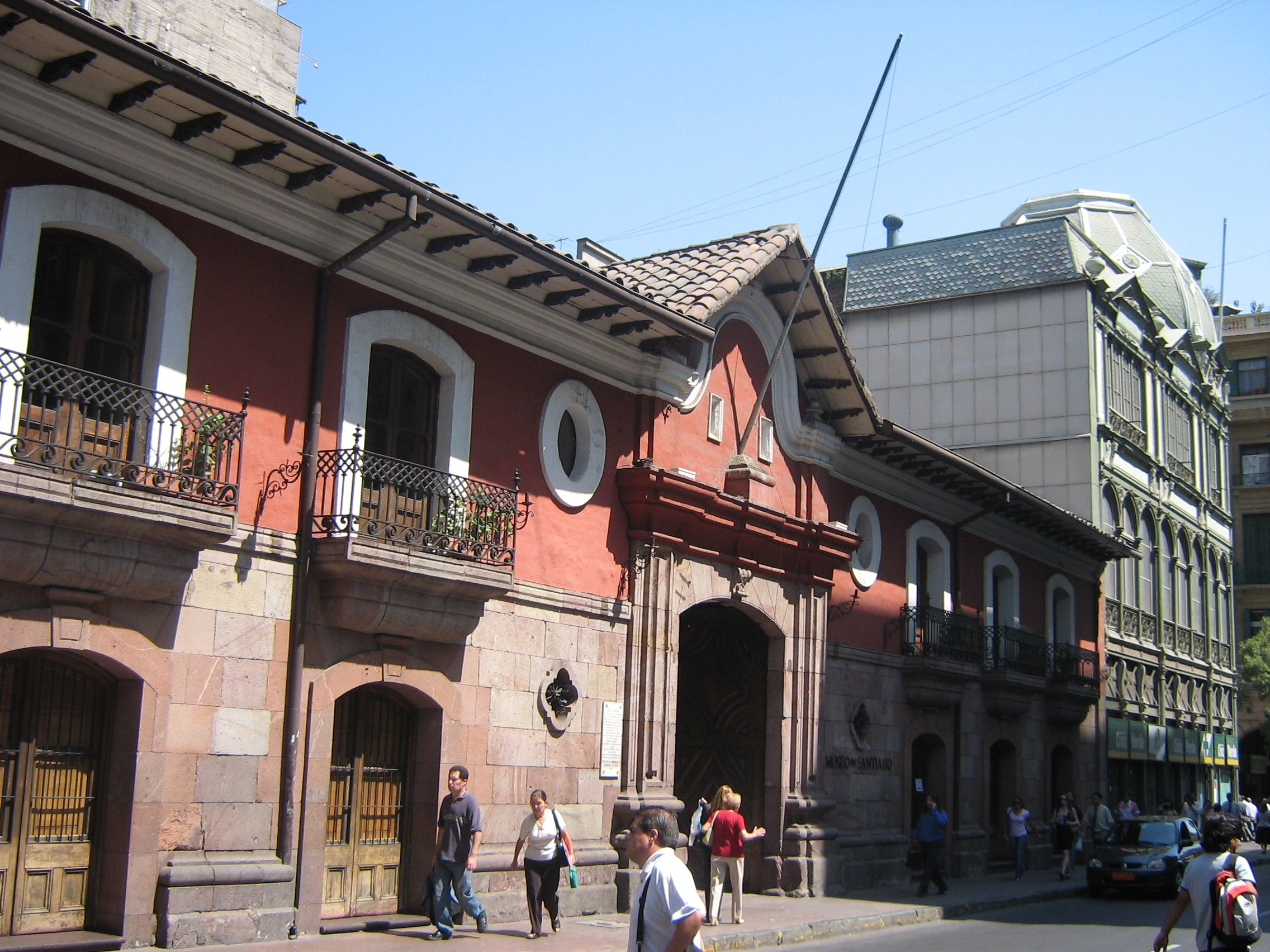
Маєток Торо Самбрано («Червоний будинок») в Сантьяго. Зараз тут міський музей

Був олдерменом кабільдо Сантьяго. Мануель де Амат-і-Хуньєт призначив Торо Самбрано коррегідором Сантьяго.
Сучасники згадували про Торо Самбрано як про людину з чітким почуттям обов'язку. Коли кабільдо не мало достатніх коштів для продовження будівництва набережних та мостів на річці Мапочо, він пожертвував на цю справу із власних заощаджень. 1769 року, після придушення повстання пеуенче, на власні кошти сформував кавалерійську роту «Príncipe de Asturias» із 50 солдатів для охорони перевалу Пеукенес поблизу Сантьяго та передав її синові Хосе Грегоріо, що очолив її.

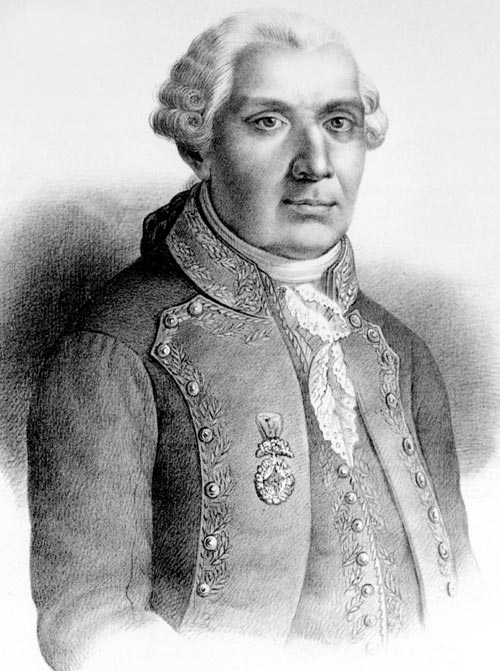

1770 року домігся від іспанського монарха дворянського титулу. Йому надали титул графа де Ла-Конкіста за визначну участь одного з предків, Хуана де Торо Самбрано, у завоюванні Канарських островів. 1779 року звільнений від податку на списову службу.
16 липня 1810 року через відставку губернатора Чилі Франсіско Антоніо Гарсія Карраско замінив його на посаді. Через тиск чилійського суспільства був змушений скликати загальне засідання кабільдо Сантьяго, яке відбулося 18 вересня. На ньому було прийнято створити в Чилі Хунту для управління колонією, і Торо Самбрано її очолив.
Помер 26 лютого 1811 року у віці 84 роки.

## Сім'я та нащадки
3 травня 1751 року одружився з Марією Ніколасою де Вальдес-і-Каррера. Разом мали 10 дітей:
1. Хосе Марія (1754—1780), кавалер ордену Карлоса III, брав участь в іспансько-португальській війні, був важко поранений; помер неодруженим;
2. Хосе Грегоріо (1758—1816), 2-й граф де Ла-Конкіста, вивчав юриспруденцію в Іспанії;
3. Марія Йозефа Ромуальда (1759—1786);
4. Маріана (1761—1851);
5. Хосе Хоакін (1762—1836);
6. Марія Інес;
7. Мануела Хав'єра (1767—1828);
8. Марія (1768—1769);
9. Марія дель Росаріо Хосефа (1772—1774);
10. Домінго Хосе Рафаель.